# 強制収容所
強制収容所（きょうせいしゅうようじょ、英: concentration camp、独: Konzentrationslager、露: концентрационный лагерь）とは、戦争時における国内の敵性外国人や、反政府主義者を強制的に収容するための施設のことである。
また、軍事国家的な傾向が強い国家における言論弾圧の結果生まれた政治犯が収容される刑務所、対テロ戦争において「逮捕した容疑者」を収監する施設（ブラック・サイト）が収容所と呼ばれることもある。現在あるもので有名なものとしてはグァンタナモ基地（キューバ）内刑務所、中国の「新疆ウイグル再教育キャンプ」、北朝鮮の「罪人強制収容所」など。

## 各国における強制収容所

### 南アフリカ

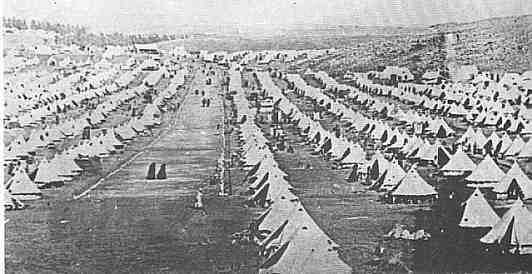
第二次ボーア戦争（1899年-1902年）中のイギリス政府によるアフリカーナー強制収容所（現在の南アフリカ共和国）。

1899年から1902年までにかけての第二次ボーア戦争時に、イギリスはアフリカーナーの女性と子供を現在の南アフリカ共和国に作られた収容所に強制収容し、近代世界初の強制収容所が完成した。第二次ボーア戦争に於けるアフリカーナーの死者34,000人の内、女性と子供の多くは強制収容所の中で死亡した。
また南アフリカ連邦（1961年より南アフリカ共和国）では、イギリスからの広汎な自治権を獲得した同連邦成立後も、白人至上主義による同国政府が一貫して続けていた、先住民のアフリカ系諸民族（黒人）やアジア系を包括した有色人種に対する強力な人種差別政策（アパルトヘイト）に反対した人権活動家が政治犯として収容されることがあった。一例として、ネルソン・マンデラは1964年から1982年にかけて国家反逆罪によりロベン島の強制収容所に収容され、1990年まで刑務所暮らしを余儀なくされた。また、南アフリカ政府は国際的な批判をかわすために有名無実の「独立国」である4つのバントゥースタンの「創設」を進め、一部の有力者への懐柔とともに民族全体に対する隔離政策、経済自立が不可能な地域に封じ込める一種の強制収容政策が展開された。各バントゥースタン統治機構の崩壊を含む一連の政策の最終的な廃止は、全人種参加の総選挙の結果マンデラが大統領に就任して南アフリカ共和国の国民和解政府が発足した1994年に行われた。

### アメリカ合衆国・カナダ・中南米諸国・オーストラリア
先住民
アメリカ合衆国では、特に19世紀に多く行われた、同国領土の中西部編入地域におけるインディアン戦争で連邦政府に敗れた先住民であるネイティブ・アメリカン（インディアン）の各部族たちが連邦政府との間で結んだ条約によって強制収容所に送り込まれた。強制移住も行われ、インディアンが送られた先はインディアン保護区と呼ばれたが、インディアンにとっては従来の生活習慣の放棄を迫られる強制収容所そのものだった。特に各部族の児童はインディアン寄宿学校と呼ばれる全寮制の教育機関で肉親から隔絶された就学を強要され、白人に対する民族の劣等を前提とした同化教育が実施された。1950年代以降は保留地の解消が徐々に進められ、ネイティブ・アメリカンにもアメリカ市民として強制収容地域からの自由転住が認められるようになったが、一方で条約による保留地を奪われることで部族の生活基盤がますます脅かされる事への反発が1960年代以降のアメリカインディアン運動にもつながった。ビル・クリントン政権の2000年になって、インディアン寄宿学校の運営を行っていたアメリカ合衆国内務省の内局であるインディアン事務局（インディアン管理局）により、同学校をはじめとした数々の強制収容・隔離政策に対する謝罪が行われた。
オーストラリアでは、特に1920年代からは白人との混血も含む先住民アボリジニの児童が親元から引き離され、牢獄のような劣悪な強制収容所に送り込まれた。白豪主義による民族差別や独自文化撲滅などはその後も形を変えて継続された結果、アボリジニに対する市民権の付与は1967年にようやく実現し、ケビン・ラッド首相による政府としての公式謝罪は2008年に行われた。

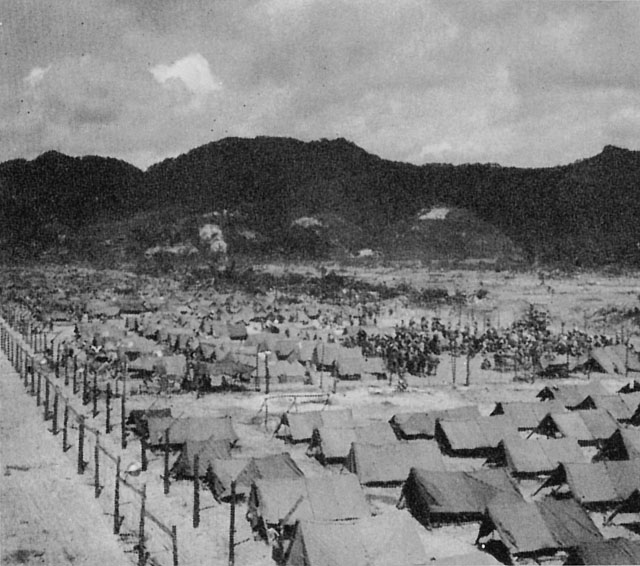
沖縄における収容所

第二次世界大戦中は、1941年12月の真珠湾攻撃により日本（大日本帝国）と開戦したアメリカ合衆国、および直後に同調したイギリス連邦加盟国のカナダ、さらに1942年に対日宣戦を行ったペルーなどアメリカ大陸の国々、そしてアメリカとの関係が深くイギリス連邦にも参加するオーストラリアなどで日系人の強制収容が行われ、数十年にわたって移民（一世）として各国に居住していた、あるいはその子ども世代（二世）として各国で生まれ育った多数の日本人・日系人が、強制収容所に入れられた。このうちペルーではアメリカ国内への移送が行われた。一方、ドイツ系アメリカ人に対しては敵国となったナチス・ドイツ体制への同調者への個人拘束、あるいはナチス支持を含むファシズム運動への団体規制は行われたが、民族全体への強制収容政策は行われなかった。
また、大戦末期の1945年まで対日宣戦を行わなかったブラジルでも日系ブラジル人の一部が強制収容処分を受けた。戦後、1951年のサンフランシスコ平和条約締結による国交回復と日本の経済発展による対日関係の好転と緊密化が起こると、各国で日系人収容に対する補償と謝罪を求める運動が活性化し、アメリカ政府など、収容を行った政府が謝罪し補償の対象になっている。
ただし一方で日本も第二次大戦中の連合国参加国民、そして欧州において降伏したイタリアやドイツの各国民に対する強制収容政策が行われ、その中には日本で生まれた白系ロシア人ながら無国籍を理由に収容対象となったヴィクトル・スタルヒンも含まれた。また、1945年6月に日本軍の組織的抵抗が終結した沖縄戦の結果、アメリカ軍による沖縄統治（軍政）が始まった沖縄県において一般県民が収容された例がある。
近年では、アメリカ南方軍のグァンタナモ基地（キューバ）内刑務所（グアンタナモ湾収容キャンプ）、アフガニスタン駐留軍のバグラム空軍基地内刑務所がアムネスティ・インターナショナルによって「収容所」と判定された。2005年11月には、CIAが対テロ戦争で拘束した「容疑者」を、東ヨーロッパのいくつかの国にある旧ソ連時代の政治犯収容所に、また2006年には「テロリスト若しくはその関係者と接触した可能性のある人物」をシリアの秘密収容施設に法的根拠なく収監・拘束していたことが発覚する。アメリカ合衆国上院軍事委員会の報告書によると朝鮮戦争時代に中国共産党軍の収容所で受けた拷問を参考にさせていたという。

### ソビエト連邦
世界史の中で、最も組織的に強制収容所を建設・運営した国はソビエト社会主義共和国連邦（ソ連）である。ソ連国内にはラーゲリと呼ばれる強制収容所が、ロシア革命直後からソビエト連邦の崩壊直前まで多数存在した（1986年、ゴルバチョフの指令によって廃止）。
レーニンが反政府派の収容所とガス室のために「発明」し、それをスターリンが大いに利用した。スターリン時代の1926年には刑法58条、通称「反革命罪」が制定され、これ以降、多くの共産党員、民間人、外国人がこの罪状によりラーゲリへ連行された。ラーゲリには、反革命派と見做された政治犯や第二次世界大戦時の戦争捕虜、あるいは敵対的とされた民族（フィンランド人、ポーランド人、ドイツ人、エストニア人、ラトビア人、リトアニア人、ウクライナ人、モルダビア人、ユダヤ人、テュルク系民族など）、敵階級（クラーク、資本家、貴族など）に属する人々を収容し強制労働に従事させた。過酷な労働により多くの囚人が刑期を終えることなく死亡したとされている。
第二次世界大戦後には、独ソ戦で獲得したドイツ及び周辺枢軸国の捕虜がソ連各地の収容所に(ドイツ人追放)、対日参戦で獲得した日本の捕虜がシベリアの収容所に収容された(シベリア抑留)。
ソ連における収容所は1920年代から第二次世界大戦をはさんで1940年代まで拡大し続け、1950年代はじめに最大規模に達し、ソヴィエト経済で中心的役割を演じるようになっていた。収容所は全国で少なくとも500箇所近くに存在し、収容所に収容された人数は数百万人から数千万人説まであり、全労働力人口の一割以上を占めたともいわれる。収容所の組織的運用によりソ連は近代・現代において、事実上の奴隷制を公的に有する唯一の国家になった。スターリンの死後、後継者のベリヤは自由化キャンペーンにより収容所の規模を縮小し、囚人を解放するなどしたため、条件は幾分緩和されたものとなった。
ソ連の影響によって社会主義国として建国した中華人民共和国や朝鮮民主主義人民共和国などもラーゲリを手本とした強制収容所を取り入れている。

### ドイツ

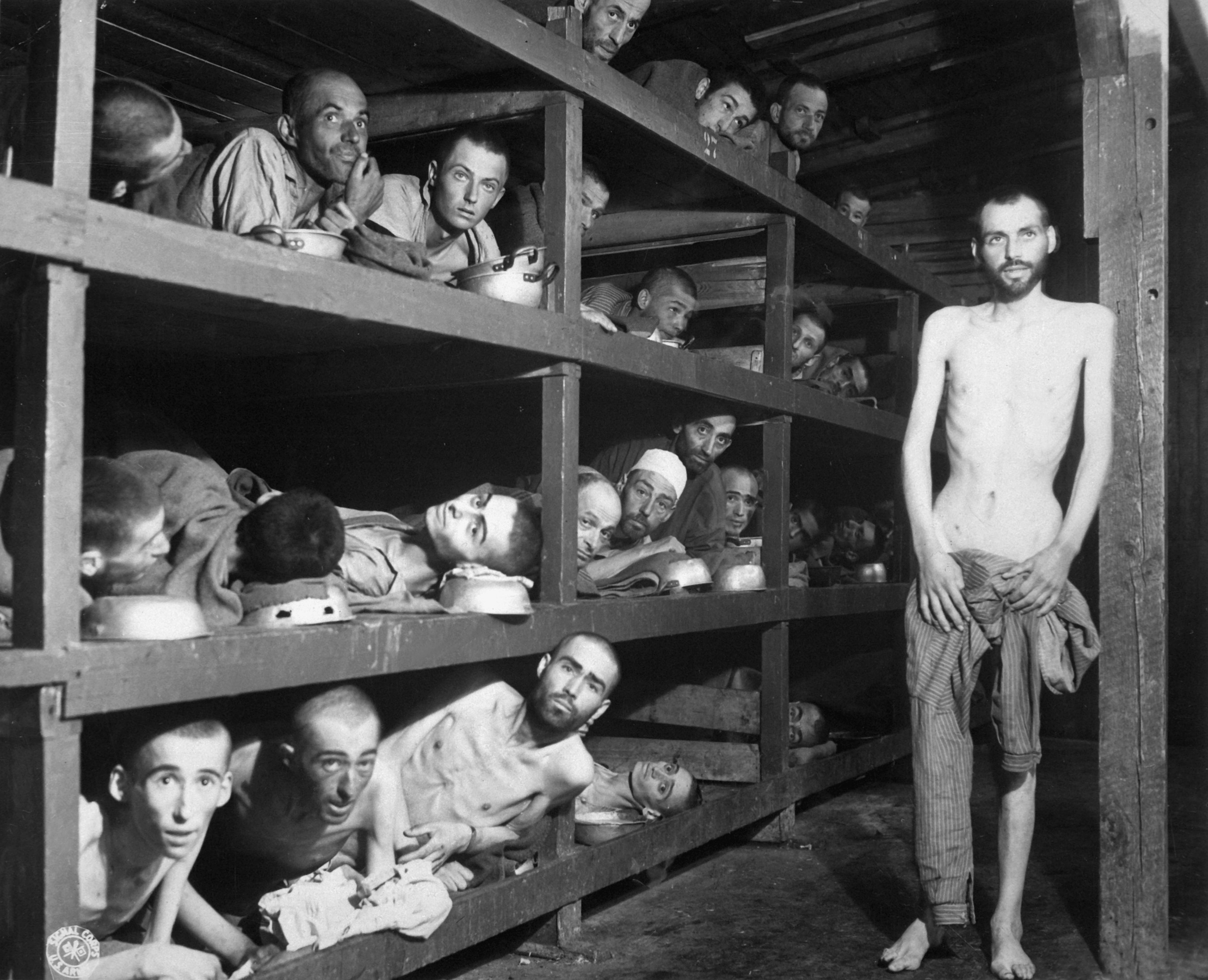
ブーヘンヴァルト強制収容所（1945年、ドイツ）

第二次大戦中の強制収容所では、ナチス・ドイツ政府（ドイツ国）による強制収容所（Konzentrationslager、略称: KZ）が有名である。最大の収容所はアウシュヴィッツ強制収容所。
この時の主な被収容者はユダヤ人や障害者、同性愛者、政治犯であり、最終的にはホロコースト（ジェノサイド）を目的としていたとされる。政治犯対象の強制収容所のみ例外で、ここではガス室ではなく、泥炭地での過酷な強制労働が中心だった。
ドイツ国内、それもオランダ国境に近い東フリースランド地方に設置された。他の収容所はほとんどがドイツ国外にあったため、多くはドイツの敗戦により解放されたがドイツ国内のブーヘンヴァルト強制収容所のみ囚人らの武装蜂起によって解放されている。また、強制収容所内にドイツ収容所売春宿があった。
戦後のドイツでは東西分割占領を経て分断国家のドイツ連邦共和国（西ドイツ）とドイツ民主共和国（東ドイツ）、そしてナチス政権で行われた統合（アンシュルス）からの分離による独立回復が実現したオーストリアなどが成立したが、各国、特に政財界においてナチス統治時代の有力者が影響力を維持した西ドイツでは特に「ナチスとの断絶」がより強く意識された結果、初代首相のコンラート・アデナウアーの時から強制収容に対する国家としての反省と謝罪が繰り返された。ただし、被害に対する具体的な個人補償については、1990年のドイツ再統一でドイツ全体の政府となった後も、連邦政府は行っていない。

### 中華人民共和国
第二次世界大戦後には日本人戦犯が撫順戦犯管理所に収容された。チベット亡命政権によると、中華人民共和国ではチベット人が刑務所や労働改造所に収監され、重労働が課されており、収容者の7割が死亡しているとされる。
2010年代において、新疆ウイグル自治区では、ウイグル人らが200万人以上が身柄を拘束されており、自治区内に「再教育キャンプ」が数十カ所も建設されていると報道されている。

### 北朝鮮
北朝鮮（朝鮮民主主義人民共和国）においては現在も、反体制的とされた国民を収容するための強制収容所が存在する。

### ベトナム共和国
ベトナム共和国（南ベトナム）では、ホーチミン市の南約220キロの洋上にあるコンソン島を収容所もしくは刑務所として使用していた。これら施設はフランスの植民地時代に設置されたものを、ベトナムが独立した後も拡張して使用したもので、多数の収容所群を形成していた。非人道的な施設における収容者の扱いは動物に近い劣悪なもので、1970年代にライフ誌が「トラの檻」として紹介して世界中に存在が知られるようになった。1975年のベトナム戦争終結時に収容所は解放。その後は観光地として整備され始めている。一方、ベトナム戦争の勝利で1976年に南北統一を実現したベトナム社会主義共和国（以前のベトナム民主共和国＝北ベトナム）は旧南ベトナム政府の軍人や公務員、あるいは社会主義体制への反抗者などを対象とした強制収容が「再教育キャンプ」で行われている。

## 脚註
1. 1 2  森(2002:88)
2. ↑  コロラド・リバー・インディアン居留地の農地開拓と日系人労働力（PDF） - 立教大学
3. ↑  JUNZO ARAI; TOMOMI KANEMARU. “市民の権利がいかに重要かを学ぶ - ロサンゼルス”. 日刊サン 2014年3月15日閲覧。
4. ↑  “収容所から脱出し、1600キロを徒歩で逃げたアボリジニ3少女”. ナショナルジオグラフィック. (2014年3月10日) 2014年3月14日閲覧。
5. ↑  The Lost Literature of Socialism, George Watson
6. ↑  “刑務所や強制労働収容所での死亡事例”.  ダライ・ラマ法王日本代表部事務所. 2003年1月26日時点のオリジナルよりアーカイブ。2014年3月15日閲覧。
7. ↑  “ウイグル問題が米中の新しい火種に　200万人拘束情報も”.   NEWSポストセブン (2018年9月2日). 2018年9月1日閲覧。
8. ↑  “｢トラの檻｣(政治犯収容所)があったコンソン島”.   FUJI教育基金. 2021年3月23日閲覧。
9. ↑  政治犯の島、観光地に衣替え『朝日新聞』1977年（昭和52年）1月20日朝刊、13版、7面